# Nezabudice

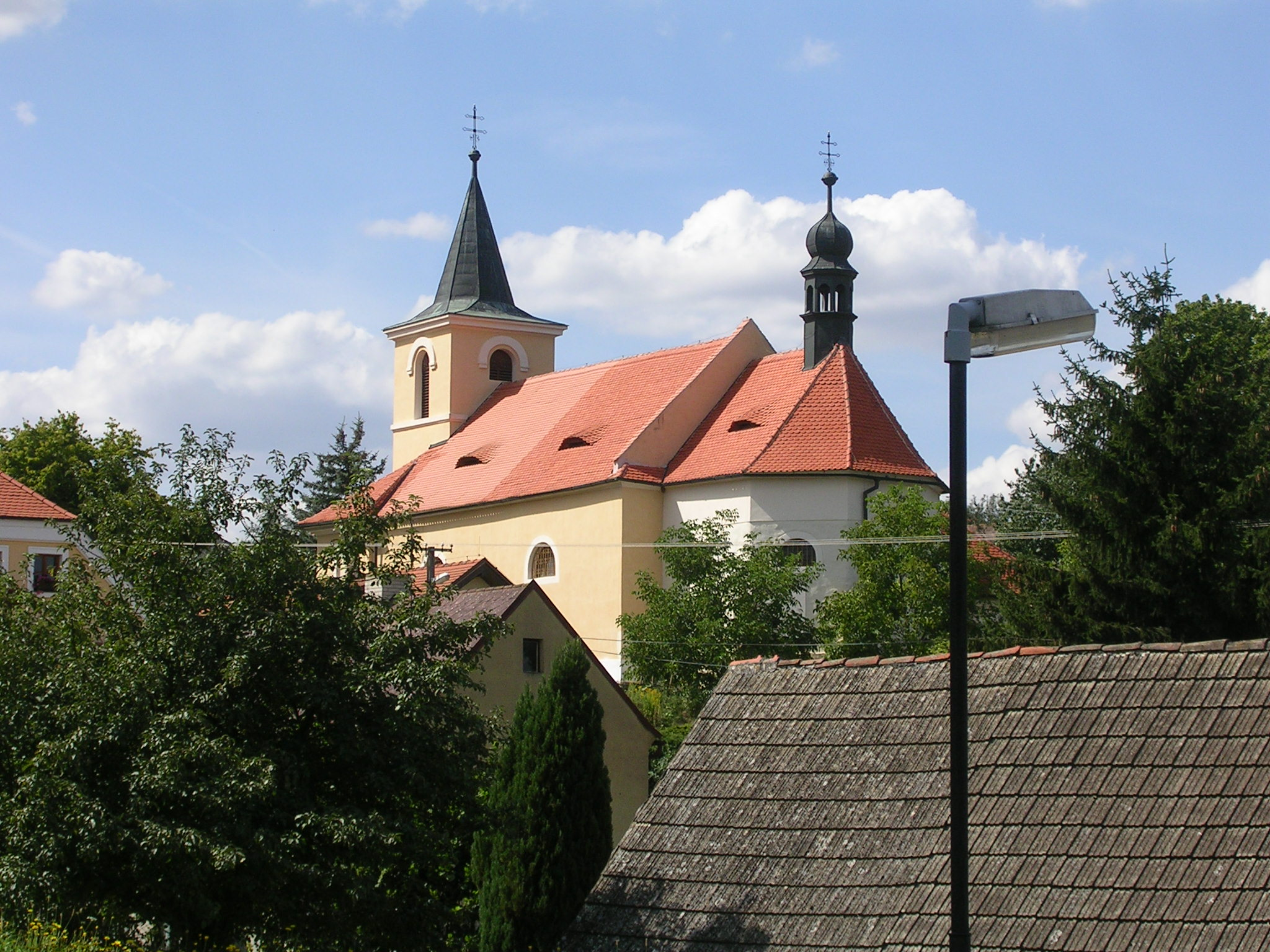
Kirche des hl. Laurentius

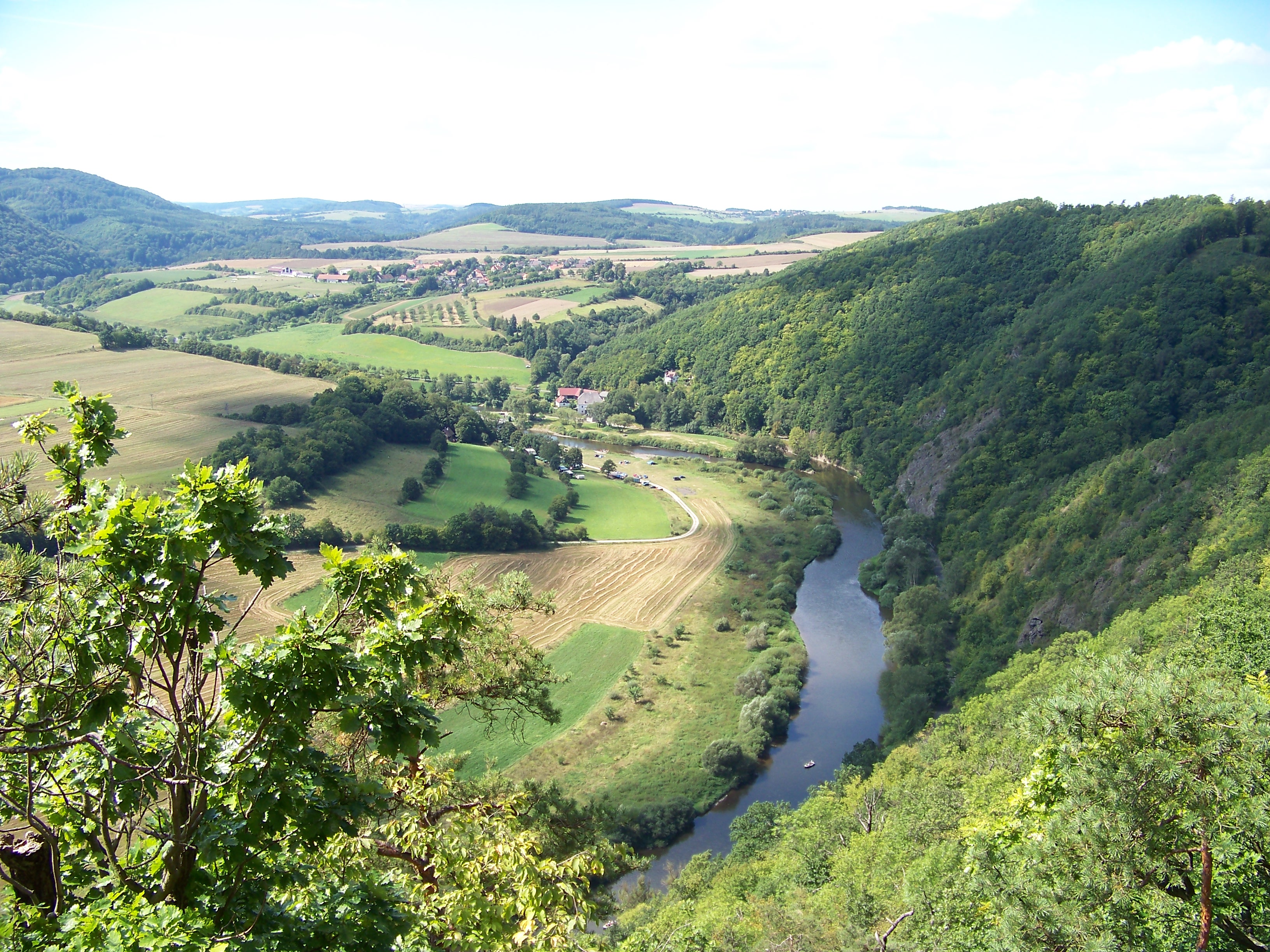
Blick von den Nezabudické skály auf Nezabudice

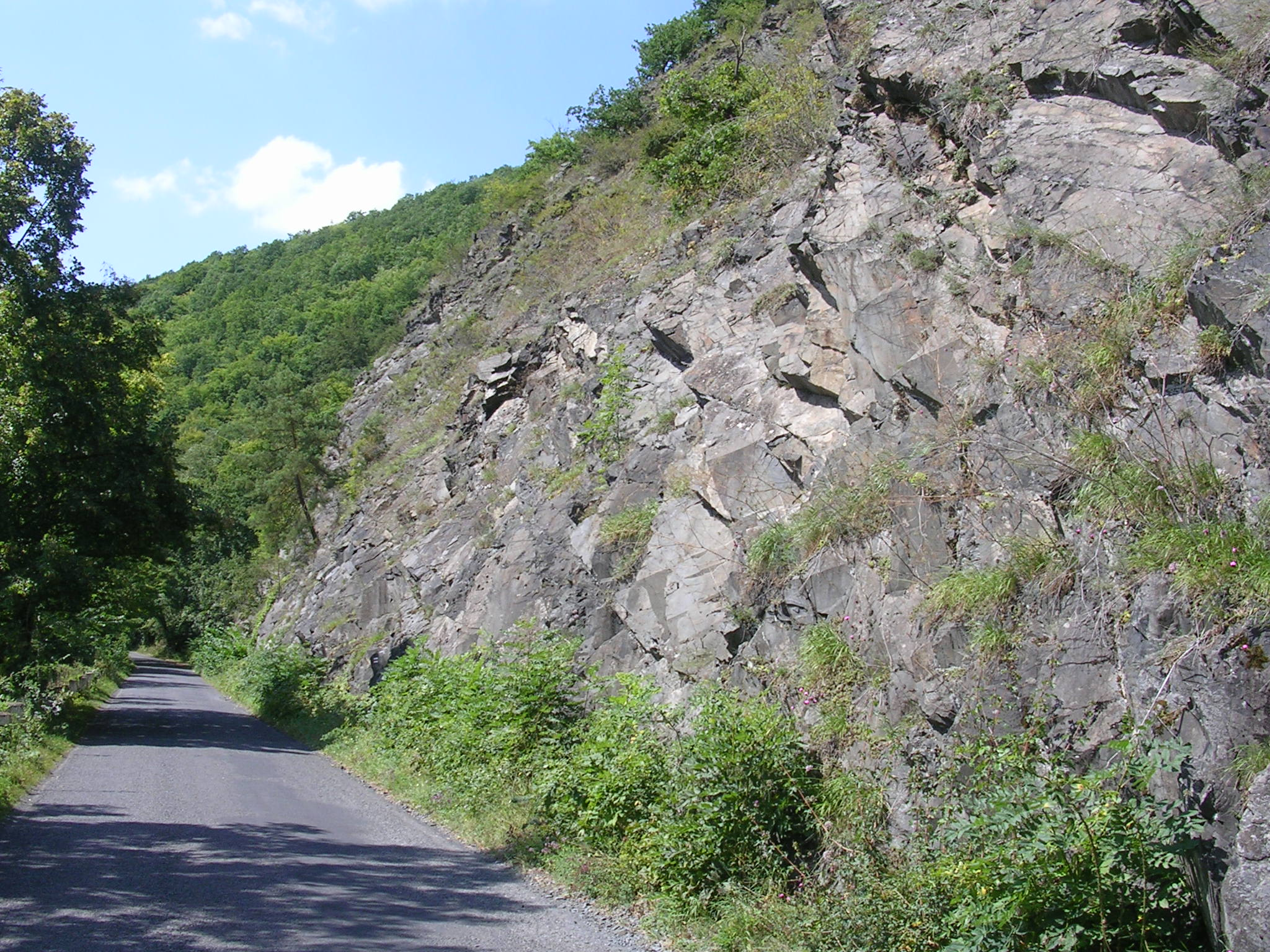
Nezabudické skály

Nezabudice (deutsch Nesabuditz, auch Nezabuditz) ist eine Gemeinde in Tschechien. Sie liegt zwölf Kilometer südöstlich von Rakovník und gehört zum Okres Rakovník.

## Geographie
Nezabudice befindet sich in der Křivoklátská vrchovina im Landschaftsschutzgebiet Křivoklátsko. Das Dorf liegt linksseitig der Einmündung des Baches Tyterský potok (Titterbach) in die Berounka auf einer Terrasse über beiden Tälern. Nördlich erheben sich die Čepína (469 m) und Porostlina (454 m), im Nordosten der Amerika (413 m), östlich die Mokřinka (466 m), im Südosten der Vysoký Tok (546 m), südlich der Štulec (539 m) und die Velká Pleš (500 m), im Südwesten die Dlouhá hora (399 m), westlich der Novosedlecký kopec (462 m) und der Valachov (413 m) sowie im Nordwesten die Kamenná (429 m) und der Lánsko (441 m). Östlich des Dorfes führt die Straße II/201 zwischen Slabce und Křivoklát durch das Berounkatal.
Nachbarorte sind Na Čihátku und Kalubice im Norden, Velká Buková, Roztoky und Višňová im Nordosten, V Luhu und Branov im Osten, Karlova Ves im Südosten, U Rozvědčika, Emilovna, Jelenec und Týřovice im Süden, Kouřimecká Rybárna, Kouřimecká Myslivna, Hracholusky und Křiniště im Südwesten, Novosedly, Tyterský Mlýn und Skřivaň im Westen sowie Všetaty und Malá Buková im Nordwesten.

## Geschichte
Den Überlieferungen nach soll das Dorf 1108 von einer Familie Nezabuditzi gegründet worden sein. Erstmals schriftlich erwähnt wurde der Ort im Jahre 1115, als Herzog Vladislav I. Nezabudice zusammen mit 26 weiteren Dörfern dem neu gegründeten Kloster Kladruby überließ. Václav Kočka vertritt in seiner Geschichtsschreibung des Rakonitzer Landes Dějiny Rakovnicka die Auffassung, dass Nezabudice zu dieser Zeit aus acht Gehöften bestanden habe. Es wird angenommen, dass die Kladrauer Benediktiner das abgelegene Dorf später bei den Zisterziensern in Plasy gegen ein anderes Dorf eintauschten; im Jahre 1250 wurde Nezabudice erstmals unter den Besitzungen des Klosters Plasy aufgeführt, dabei wurde auch erstmals die Kirche genannt. Der Pfandherr der Herrschaft Pürglitz, Ulrich Pflugk von Rabenstein, tauschte das aus vier Bauern mit 220 Strich Feldern sowie fünf Chalupnern bestehende Dorf Nezabudice im Jahre 1332 beim Kloster Plasy gegen das Dorf Dražkov bei Kožlany ein. Seit 1352 ist eine Pfarre in Nezabudice nachweisbar. 1380 wurde erstmals der nach seinem früheren Besitzer Hank von Krakovec benannte Hankovský-Hof erwähnt. Ab 1394 gehörte das Gut Nezabudice dem königlichen Bediensteten Martin Stašovec, der 1412 noch weiteren Besitz hinzu erwarb. Stašovec verkaufte 1419 den Hankovský-Meierhof einschließlich drei Kmetenhöfen (dvory kmetcí), einer Mühle, einem Kretscham sowie den Rechten am Fluss Berounka an Heinrich Broum. Ab 1461 wurden die einzelnen Höfe an verschiedene Eigentümer verkauft. Im 16. Jahrhundert bestanden in Nezabudice mit dem Jinakovský-Hof und dem Kračkovský-Hof zwei Höfe, außerdem eine Mühle, der Kretscham und eine Schmiede. In der Mitte des 16. Jahrhunderts kaufte Henrich Teyrzowsky von Einsiedl (Týřovský z Enzidle) sukzessive mehrere Anteile von Nezabudice auf. 1565 verkauften die Brüder Jan, Albrecht, Jošt und Jiřík Teyrzowsky die Burg Týřov und ihre Güter in Nezabudice an Jaroslav von Vřesovice. 1586 wurde die Gegend von einer Pestepidemie heimgesucht. Jaroslav von Vřesovice verkaufte den Kračkovský-Hof mit der Mühle und dem Kretscham im selben Jahre unfreiwillig für 800 Schock an Kaiser Rudolf II. und erhielt dafür Žižice und Velká Černuc.
Der Jinakovský-Hof gehörte Peter Krašovský von Skal, der 1562 ohne Nachkommen verstarb; Erzherzog Ferdinand sprach das Erbe dem königlichen Jäger Tomáš und Žibřid Portnar von Kuglhof zu. Letzterer wurde bald alleiniger Besitzer des Hofes und ließ vor 1566 eine Feste erbauen. Im Jahre 1566 wurde Portnar von Erzherzog Ferdinand mit dem Bergrecht auf Kupfer und Silber belehnt. Portnar konnte seinen Anteil noch um einen weiteren Meierhof, eine Hube Land und die Pavlovský-Mühle erweitern. Nach dem Tode von Žibřid Portnar erbte dessen Sohn Marek die Feste Nezabudice und überschrieb sie seiner Mutter Marianne von Eisteben. Von ihr erwarb 1596 Ferdinand von Rensberg (z Renšperku) die Feste mit allem Zubehör. Dieser willigte schließlich auf Nachdruck der Hofkammer im Jahre 1609 einem Verkauf ein und wurde mit einem Hof in Panoší Újezd entschädigt. Damit wurde das gesamte Dorf der königlichen Burg Pürglitz untertänig.
Nach dem Verlust ihrer Funktion als Herrensitz wurde die Feste dem Verfall überlassen und erlosch im 17. Jahrhundert. Während des Dreißigjährigen Krieges wurde Nezabudicz weiter entvölkert. Im Jahre 1634 lebten in dem Dorf nur etwa 20 Personen, die Hälfte der sechs Bauerngüter lag wüst. 1651 hatte das Dorf 51 Einwohner, von denen neun im Hof und acht in der Mühle lebten. Beim Hochwasser von 1655 wurde die Mühle zerstört, an ihrer Stelle errichtete der Zimmermann Václav Jungmann aus Hudlice 1657 eine neue vierrädrige Mühle mit Brettsäge, zwei Scheunen und einer Hopfendarre. 1680 und 1713 brach im Gebiet von Nezabudicz, Branov, Roztoky und Hředle erneut die Pest aus. 1685 verkaufte Leopold I. die Kronherrschaft Pürglitz an Ernst Joseph Graf von Waldstein. Die Mühle wurde 1698 durch ein Hochwasser ruiniert. 1731 vererbte Johann Joseph Graf von Waldstein die Herrschaft an seine Tochter und Universalerbin Maria Anna Fürstin zu Fürstenberg, die sie 1756 testamentarisch mit der Herrschaft Kruschowitz und dem Gut Nischburg zu einem Familienfideikommiss von 400.000 Gulden vereinigte. Die eine Hälfte des Erbes fiel ihren Söhnen Joseph Wenzel zu Fürstenberg-Stühlingen und Karl Egon I. zu Fürstenberg zu, die andere ihren Töchtern Henriette Fürstin von Thurn und Taxis und Maria Theresia zu Fürstenberg. Als Fideikommisserben setzte sie ihren zweitgeborenen Sohn Karl Egon I. ein, der durch Ausgleich auch die Anteile seiner Geschwister erwarb. Nach dem Tode von Karl Egon I. erbte 1787 dessen ältester Sohn Philipp Fürst zu Fürstenberg († 1790) den Besitz, ihm folgten seine Kinder Karl Gabriel zu Fürstenberg († 1799) und Leopoldine Prinzessin von Hessen-Rothenburg-Rheinfels. 1803 verzichteten die weiblichen Erben in einem Familienvergleich zugunsten des minderjährigen Karl Egon II. zu Fürstenberg und der fürstlichen und landgräflichen Häuser Fürstenberg; als Verwalter wurde bis zu dessen Volljährigkeit im Jahre 1817 Joachim Egon Landgraf von Fürstenberg eingesetzt. In der ersten Hälfte des 19. Jahrhunderts begann im Tal des Tyterský potok der Abbau von Kalkschiefer und Kieselschiefer, der zu Mineraldünger verarbeitet wurde. Im Seitental des Hracholusker Baches wurde das Fürstlich Fürstenbergische Mineralwerk Schwarzthal betrieben.
Im Jahre 1843 bestand Nezabuditz/Nezabudice aus 38 Häusern mit 380 Einwohnern. Unter herrschaftlichem Patronat standen die Lokalkirche zum hl. Laurentius und die Schule. Außerdem gab es einen herrschaftlichen Meierhof mit Beamtenwohnhaus sowie unterhalb des Dorfes an der Mies eine Mühle und eine Überfuhr. Abseits lagen auf der anderen Seite des Flusses das Jägerhaus Kauřimetz bzw. Kozynec (Kouřimecká Myslivna) sowie das Fischerhaus unter Kauřimetz (Kouřimecká Rybárna) mit einer weiteren Überfuhr. Nezabuditz war Pfarrort für Branow, Karlsdorf, Klein-Bukowa (Malá Buková) und Hracholusk. 1847 richtete Vincenc Jiruš im Pfarrhaus eine der ersten Büchereien auf dem Gebiet der Herrschaft Pürglitz ein. Bis zur Mitte des 19. Jahrhunderts blieb Nezabuditz dem Fideikommiss Pürglitz untertänig.
Nach der Aufhebung der Patrimonialherrschaften bildete Nezabudice / Nezabuditz ab 1850 mit dem Ortsteil Hracholusky eine Gemeinde im Bezirk Rakonitz und Gerichtsbezirk Pürglitz. Im Schieferbergbau und der Gipshütte waren zu dieser Zeit 16 Arbeiter beschäftigt. Nach dem Tode Karls Egon II. zu Fürstenberg erbte 1854 dessen zweitgeborener Sohn Max Egon I. den Fideikommiss Pürglitz. Hracholusky löste sich 1880 los und bildete eine eigene Gemeinde. 1932 lebten in Nezabudice 240 Personen. Im Jahre 1980 wurde Nezabudice nach Velká Buková eingemeindet, am 24. November 1990 wurde das Dorf wieder eigenständig.

## Gemeindegliederung
Für die Gemeinde Nezabudice sind keine Ortsteile ausgewiesen. Zu Nezabudice gehören die Siedlung U Rozvědčika und die Einschicht Gypsárna.

## Sehenswürdigkeiten
- Kirche des hl. Laurentius, sie wurde wahrscheinlich im Jahre 1577 anstelle eines hölzernen Vorgängerbaus aus dem 12. oder 13. Jahrhundert errichtet. Das barocke Schiff entstand 1708. Die seit 1352 nachweisliche Pfarre erlosch später, im Jahre 1787 wurde wieder ein Lokalist eingesetzt.
- Felsen Kněžská skála, südwestlich des Dorfes am Berounkatal
- Naturreservat Nezabudické skály, nordöstlich von Nezabudice im Berounkatal
- Naturdenkmal Čertova skála (Teufelsfelsen), steile Felswände linksseitig der Berounka zwischen Nezabudice und Kouřimecká Myslivna
- Wassermühle Nezabudický mlýn an der Berounka, erbaut 1720
- Halden und Reste von Stollen im Tal des Tyterský potok
- Gedenktafel am Geburtshaus von Jaroslav Franěk
- Jaroslav Franěk-Gedenkstätte im Gemeindeamt

## Söhne und Töchter der Gemeinde
- Joseph Obermayer (1749–nach 1816), Violinvirtuose, Komponist und Kapellmeister
- Jaroslav Franěk (1897–1943), Legionär und tschechoslowakischer Auslandsagent, hingerichtet in Plötzensee